# Гіляль ель-Хельве
Гіляль ель-Хельве (араб. هلال بسام الحلوة, нар. 24 листопада 1994, Ганновер) — ліванський та німецький футболіст, нападник клубу «Аполлон Смірніс» та національної збірної Лівану.

## Клубна кар'єра
Народився 24 листопада 1994 року в місті Ганновер. Розпочав займатись футболом у клубі «Ганновер 96», а з 2008 року з перевами навчався в академії клубу «Гафельзе». 2013 року став грати за першу команду, в якій провів два сезони, взявши участь у 59 матчах Регіоналліги, четвертого за рівнем дивізіону країни. 
Протягом сезону 2015/16 років захищав кольори команди «Вольфсбург II», з якою виграв Регіоналлігу Північ, після чого перейшов у клуб Третьої ліги «Галлешер». Відіграв за команду з Галле наступні два сезони своєї ігрової кар'єри. Граючи у складі «Галлешера» також здебільшого виходив на поле в основному складі команди.
Влітку 2018 року перейшов у грецький клуб «Аполлон Смірніс». Станом на 18 січня 2019 року відіграв за афінський клуб 9 матчів в національному чемпіонаті.

## Виступи за збірну
Оскільки батьки Хіляля були вихідцями із Лівану, 8 жовтня 2015 року ель-Хельве дебютував в офіційних матчах у складі національної збірної Лівану в грі відбору на чемпіонат світу 2018 року проти М'янми (2:0).
У грудні 2018 року він був викликаний на Кубок Азії 2019 року в ОАЕ і в рамках турніру 17 січня 2019 року в останньому матчі групового етапу проти Північної Кореї забив гол, принісши перемогу 4:1, втім він не допоміг команді вийти з групи.
| Дата       | Місто          | Господарі | Результат | Гості             | Турнір                     | Голи | Примітки |
| ---------- | -------------- | --------- | --------- | ----------------- | -------------------------- | ---- | -------- |
| 09-01-2019 | Аль-Айн        | Катар     | 2 – 0     | Ліван             | Кубок Азії 2019 - 1-й етап | -    |          |
| 12-01-2019 | Дубай (місто)  | Ліван     | 0 – 2     | Саудівська Аравія | Кубок Азії 2019 - 1-й етап | -    | 89'      |
| 17-01-2019 | Шарджа (місто) | Ліван     | 4 – 1     | Північна Корея    | Кубок Азії 2019 - 1-й етап | 2    |          |
| Усього     |                | Матчів    | 3         |                   | Голів                      | 2    |          |